# Цейлонский макак
Цейлонский макак (лат. Macaca sinica) — вид приматов семейства мартышковых. Эндемик Шри-Ланки (ранее Цейлон), самый маленький представитель своего рода.

## Описание
Длина тела примерно от 40 до 55 см, вес до 8,4 кг. Окраска шерсти верха бурого, а низа белёсого цвета. На макушке головы имеются два коричневых или чёрных хохолка, направленных наружу и с пробором посередине. Голое лицо коричневого цвета, хвост той же длины, что и тело.

## Образ жизни
Цейлонский макак — дневное животное, населяющее как влажные джунгли, так и горные леса на высоте до 2200 м. Они проводят часть дня на земле, чаще возвращаясь на ночлег на деревья.
Они живут группами от 30 до 40 особей, состоящими из примерно вдвое большего количества самок, чем самцов. Среди самцов господствует строгая иерархия, которая выражается в последовательности поиска пропитания и в уходе за шерстью. В то время как самки остаются в группе, в которой они родились, самцы должны покинуть свою группу по достижении половой зрелости. Иногда они объединяются с другими самцами чисто в мужские группы. Это территориальные животные, которые защищают свой участок величиной несколько сот гектаров от других групп.

## Питание
Эти приматы питаются в первую очередь плодами, семенами, насекомыми и травами.

## Размножение
В противоположность другим видам макак у самок цейлонского макака отсутствует в период оплодотворения вздутие голой области ягодиц. В пределах группы господствует промискуитет, каждый самец спаривается с несколькими самками и наоборот. После примерно 160—170-и дневного периода беременности на свет появляется детёныш. Отцы не участвуют в воспитании детей. Отлучение происходит примерно через год, а через 3—6 лет детёныши становятся половозрелыми.
Продолжительность жизни цейлонского макака на воле составляет примерно 20 лет.

## Угрозы
Цейлонский макак приспособился в определённой степени к людям, иногда они совершают набеги на плантации и поля. Основную угрозу представляет выкорчёвывание лесов и связанная вместе с этим потеря жизненного пространства.

## Подвиды
- Macaca sinica aurifrons Pocock, 1931
- Macaca sinica opisthomelas Hill, 1942
- Macaca sinica sinica (Linnaeus, 1771)